# Європейський Університет ім. кс. Юзефа Тішнера в Кракові
Європейський Університет ім. кс. Юзефа Тішнера в Кракові — приватний університет у Кракові.
Університет повстав з ініціативи Інституту соціального видавництва «Знак» у березні 2003 року. Наразі триває процес включення Європейського Університету ім. кс. Юзефа Тішнера в Кракові до складу Варшавського Університету SWPS. Процес інтеграції завершиться у 2025 році перетворенням Європейського Університету ім. кс. Юзефа Тішнера на краківську філію Університету SWPS.

## Напрями навчання
Університет пропонує навчання першого ступеня (бакалавр) за такими напрямами:
- лінгвістика для бізнесу
- рекламна графіка та мультимедіа
- Скандинавістика: філологічне та бізнес наука
- психологія

Університет також пропонує аспірантуру, у сферах:
- коучинг
- біхевіоризм тварин-компаньйонів
- рекламна графіка
- електронний маркетинг
- e-learning: проєктування та впровадження
- новий піар (зв'язки з громадськістю)
- психологія в бізнесі
- психологія особистісно-професійного розвитку
- присяжний та спеціалізований переклад
- управління проєктами
- управління людськими ресурсами

Європейський Університет ім. кс. Юзефа Тішнера в Кракові також є проєктним центром, проводить мовні курси та тренінги, у тому числі ті, що фінансуються з Європейського соціального фонду.

## Кампус
З 3 вересня 2018 р. кампус університету розташовується за адресою вул. Яна Павла ІІ 39а у Кракові.

## Міжнародна співпраця
Університет реалізує програму Erasmus+, яка дозволяє обмінюватися студентами, викладачами та працівниками.